# Albert Püllenberg
Albert Püllenberg (* 3. Juli 1913 in Ulm; † 8. April 1991 in Neu-Ulm) war ein deutscher Raketen-Pionier.

## Leben
1928 begann er mit der Konstruktion einer Serie von Raketen. 1931, noch als Student, gründete er die Gesellschaft für Raketenforschung – Gruppe Hannover (GEFRA), in der auch Konrad Dannenberg mitarbeitete, der bei Kurt Neumann studierte und an der Dieseleinspritzung arbeitete.
Bei der DESCHIMAG entwickelte er als Ingenieur Pumpen und Dampfturbinen.
Püllenberg hatte sich auch vorgenommen, das Postproblem der Nordseeinseln mit einer Postrakete endlich in den Griff zu bekommen. 1933 konstruierte er die erste Flüssigkeits-Treibstoff-Rakete, die Diesel-FT RAK III von 3 m Länge. Sie explodierte beim ersten Startversuch auf der Vahrenwalder Heide. Der Flüssigkeitsantrieb hat den Vorteil, dass er effizienter funktioniert und die Treibstoffmenge geregelt werden kann. 1934 flog sein erstes Postraketenmodell. Bei der Entwicklung seiner Postraketen hatte er eigentlich schon den Mond im Visier gehabt.
Nach einem Besuch von Dornberger vom Heereswaffenamt im Jahr 1935 verbot die Gestapo weitere Flugtests vom Raketenhafen Hannover und versuchte die GEFRA zu bewegen, sich dem HWA anzuschließen. Während einige seiner Schüler nach Peenemünde gingen, arbeitete Püllenberg im Geheimen weiter und testete 1938 seine VR12 bei Bremen. 1939 nahm auch er eine Position in Peenemünde an und holte im Frühjahr 1940 Dannenberg nach Peenemünde. Als eigensinniger Erfinder tanzte Püllenberg dort bald aus der Reihe: er wollte eine Flakrakete bauen, aber Wernher von Braun lehnte ab. Das Projekt wurde bewusst vergessen. Unter dem Druck der alliierten Bomber holte man es erst zwei Jahre später, im Herbst 1942 wieder hervor. Die Flakrakete C 2 (Tarnbezeichnung Wasserfall) wurde fast völlig nach Püllenbergs Plan in die Entwicklung genommen.
Nach dem Krieg wollte er nie wieder Raketen zur militärischen Nutzung konstruieren. Mit Karl Poggensee und Rudolf Nebel nahm er an der International Astronautical Federation (1950 in Paris und 1951 in London) teil und 1952 begannen sie wieder mit privaten Raketentests bei Cuxhaven.